# Altmannshausen
Altmannshausen (fränkisch: Almedshausn) ist ein Gemeindeteil des Marktes Markt Bibart im Landkreis Neustadt an der Aisch-Bad Windsheim (Mittelfranken, Bayern). Die Gemarkung Altmannshausen hat eine Fläche von 11,162 km². Sie ist in 790 Flurstücke aufgeteilt, die eine durchschnittliche Fläche von 14129,71 m² haben. In ihr liegen neben dem namensgebenden Ort die Gemeindeteile Altenspeckfeld und Enzlar.

## Geografie
Das Pfarrdorf liegt auf freier Flur an der Bibart. Der Ort wird von der Bundesstraße 8 tangiert, die nach Enzlar (3 km nordwestlich) bzw. nach Markt Bibart verläuft (2,3 km südöstlich). Die von der B 8 abzweigende Kreisstraße NEA 29/Kreisstraße KT 3 führt an Fischhof vorbei nach Dornheim zur Staatsstraße 2418 (5,2 km westlich). Eine Gemeindeverbindungsstraße führt nach Burgambach zur Kreisstraße NEA 28 (3,4 km nordöstlich).

## Geschichte
Der Ort wurde 1280 als „Altmanshusen“ erstmals urkundlich erwähnt. Das Bestimmungswort des Ortsnamens ist der Personenname Aldman bzw. Aldemār. Altmannshausen lag im Fraischbezirk des würzburgischen Amtes Markt Bibart. Gegen Ende des 18. Jahrhunderts bestand der Ort aus 23 Anwesen.
Im Rahmen des Gemeindeedikts (frühes 19. Jahrhundert) wurde Altmannshausen dem Steuerdistrikt Markt Bibart zugeordnet. Zugleich entstand die Ruralgemeinde Altmannshausen, zu der Altenspeckfeld gehörte. Sie unterstand in Verwaltung und Gerichtsbarkeit dem Landgericht Markt Bibart und in der Finanzverwaltung dem Rentamt Iphofen. Wenig später wurde Enzlar von der Gemeinde Hellmitzheim nach Altmannshausen umgemeindet. Ab 1862 war das Bezirksamt Scheinfeld für die Verwaltung der Gemeinde zuständig (1939 in Landkreis Scheinfeld umbenannt) und ab 1879 das Rentamt Markt Bibart für die Finanzverwaltung  (1919–1929: Finanzamt Markt Bibart, von 1929 bis 1972: Finanzamt Neustadt an der Aisch, seit 1972: Finanzamt Uffenheim). Die Gerichtsbarkeit blieb bis 1879 beim Landgericht Markt Bibart, von 1880 bis 1973 war das Amtsgericht Scheinfeld zuständig, seitdem ist es das Amtsgericht Neustadt an der Aisch. Die Gemeinde hatte 1964 eine Gebietsfläche von 11,198 km². Am 1. Januar 1976 wurde Altmannshausen im Zuge der Gebietsreform in Bayern nach Markt Bibart eingemeindet.

### Baudenkmäler
In Altmannshausen gibt es 12 Baudenkmäler, darunter
- Haus Nr. 09: Ehemals Gasthaus „Zum Schwan“
- Haus Nr. 10: Pfarrhaus
- Haus Nr. 12: Katholische Pfarrkirche St. Jakobus major
- Haus Nr. 16: Ehemalige Schule
- Haus Nr. 39: Ehemalige Schäferei

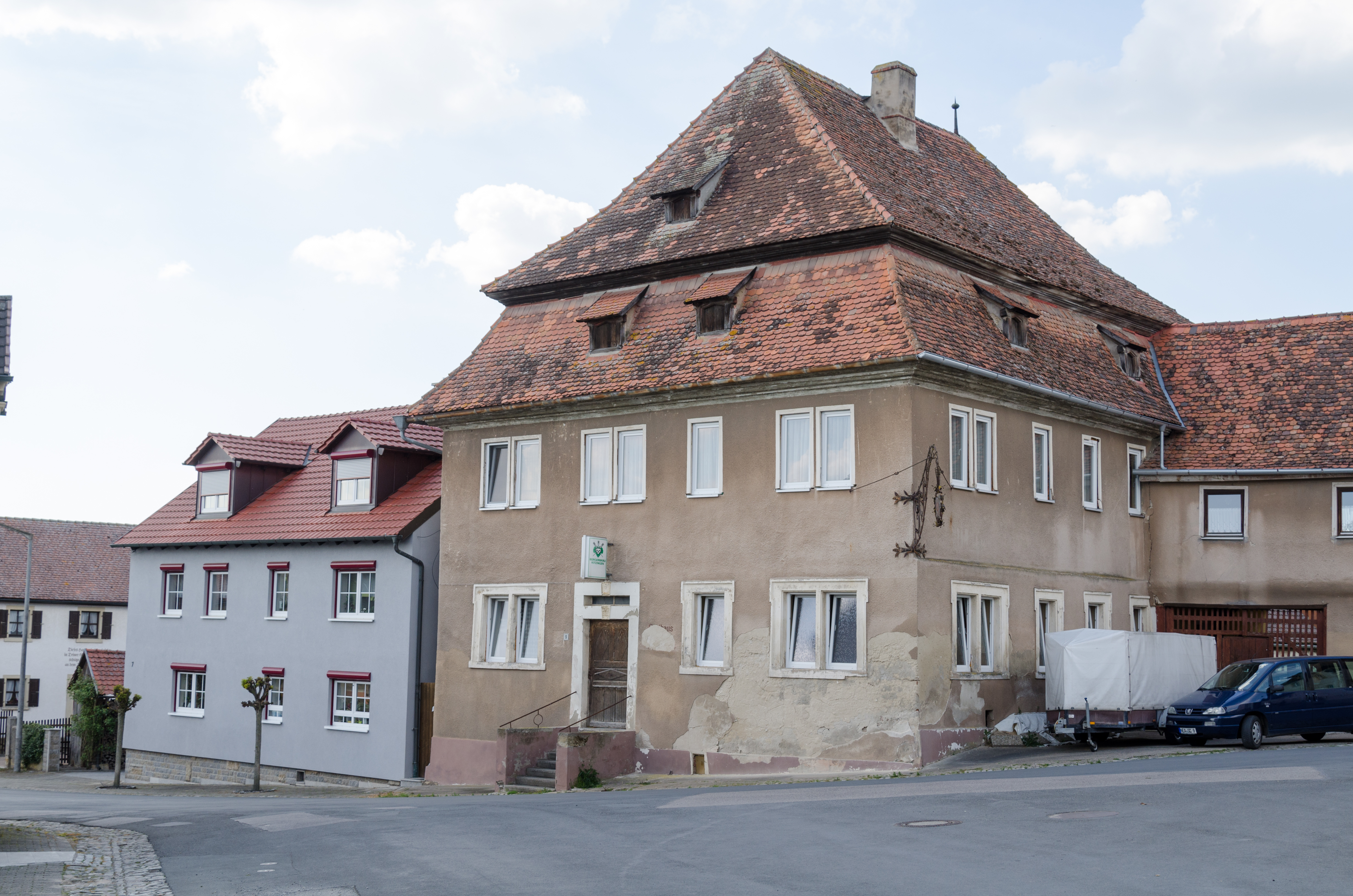
Ehemals Gasthaus Zum Schwan
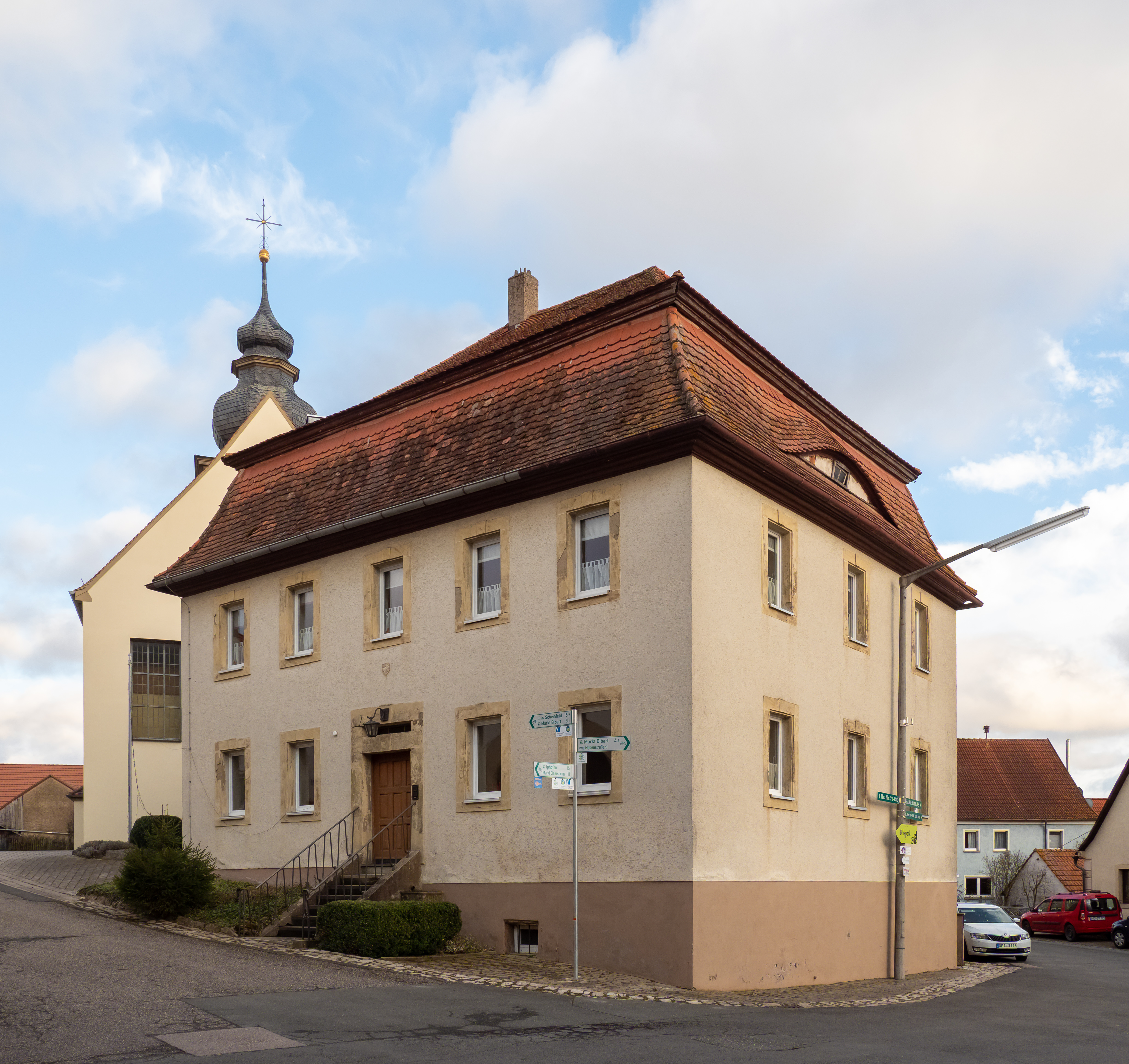
Pfarrhaus
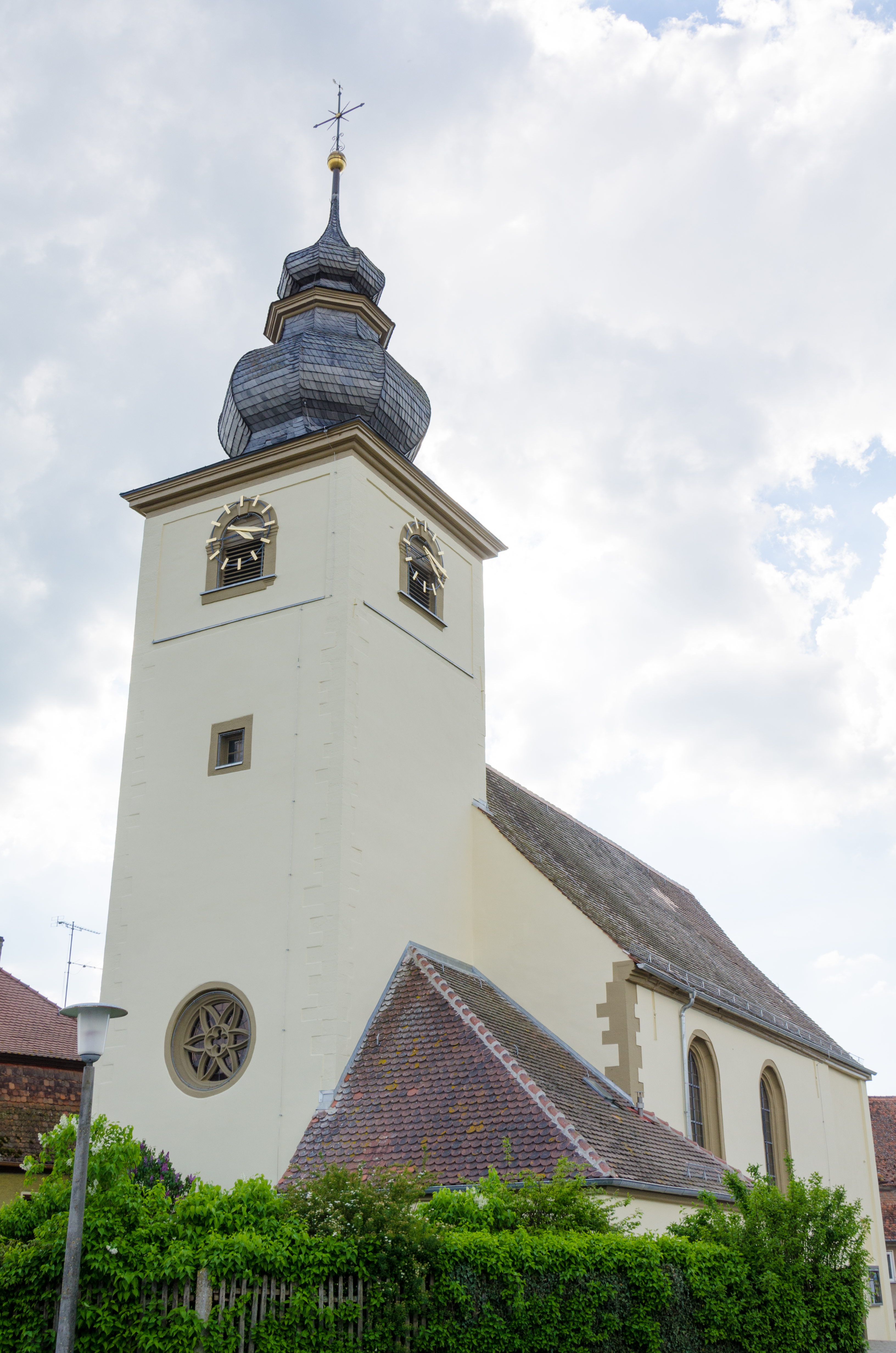
St. Jakobus
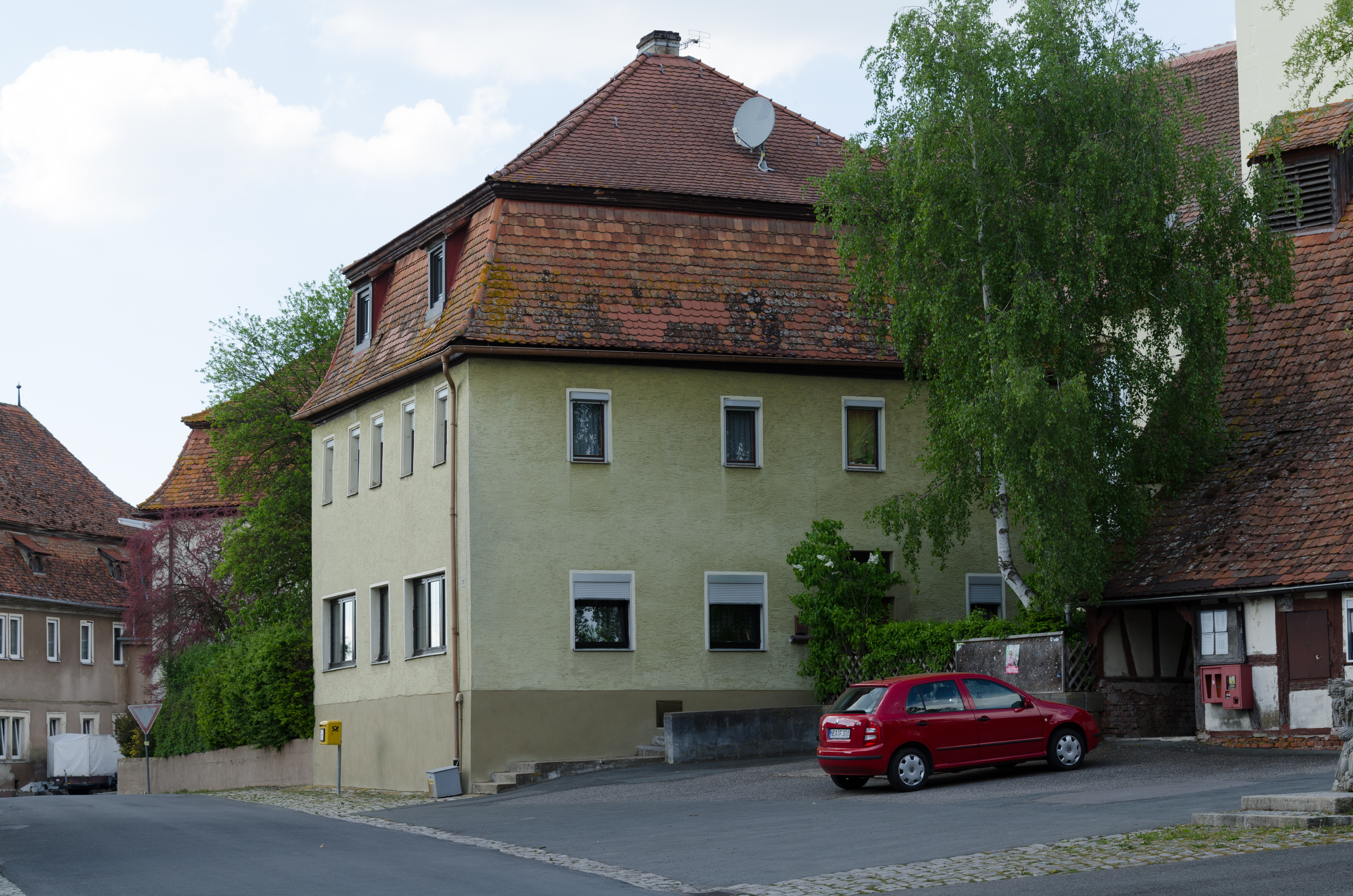
Ehemals Schule

### Bodendenkmäler
In der Gemarkung Altmannshausen gibt es fünf Bodendenkmäler.

### Einwohnerentwicklung
Gemeinde Altmannshausen
| Jahr      | 1818   | 1840   | 1852   | 1855   | 1861   | 1867   | 1871   | 1875   | 1880   | 1885   | 1890   | 1895   | 1900   | 1905   | 1910   | 1919   | 1925   | 1933   | 1939   | 1946   | 1950   | 1952   | 1961   | 1970   |
| Einwohner | 241    | 309    | 267    | 261    | 255    | 277    | 295    | 276    | 290    | 287    | 265    | 253    | 278    | 265    | 276    | 301    | 290    | 283    | 269    | 369    | 364    | 353    | 307    | 291    |
| Häuser    | 39     | 46     |        |        |        |        | 49     |        |        | 47     | 46     |        | 47     |        |        |        | 47     |        |        |        | 50     |        | 59     |        |
| Quelle    | [ 10 ] | [ 11 ] | [ 17 ] | [ 17 ] | [ 18 ] | [ 19 ] | [ 20 ] | [ 21 ] | [ 22 ] | [ 23 ] | [ 24 ] | [ 17 ] | [ 25 ] | [ 17 ] | [ 26 ] | [ 17 ] | [ 27 ] | [ 17 ] | [ 17 ] | [ 17 ] | [ 28 ] | [ 17 ] | [ 12 ] | [ 29 ] |

Ort Altmannshausen
| Jahr      | 001818 | 001840 | 001861 | 001871 | 001885 | 001900 | 001925 | 001950 | 001961 | 001970 | 001987 | 002014 |
| Einwohner | 214    | 231    | 187    | 236    | 237    | 228    | 240    | 304    | 249    | 230    | 253    | 286    |
| Häuser    | 34     | 37     |        |        | 38     | 40     | 40     | 44     | 48     |        | 72     |        |
| Quelle    | [ 10 ] | [ 11 ] | [ 18 ] | [ 20 ] | [ 23 ] | [ 25 ] | [ 27 ] | [ 28 ] | [ 12 ] | [ 29 ] | [ 30 ] | [ 1 ]  |

## Religion
Altmannshausen ist römisch-katholisch geprägt und Sitz der Pfarrei St. Jakobus major.